# Renera
Renera é um município da Espanha na província de Guadalajara, comunidade autónoma de Castilla-La Mancha, de área 20,23 km² com população de 73 habitantes (2006) e densidade populacional de 3,02 hab/km².

## Demografia
| Variação demográfica do município entre 1991 e 2004 | Variação demográfica do município entre 1991 e 2004 | Variação demográfica do município entre 1991 e 2004 | Variação demográfica do município entre 1991 e 2004 |
| --------------------------------------------------- | --------------------------------------------------- | --------------------------------------------------- | --------------------------------------------------- |
| 1991                                                | 1996                                                | 2001                                                | 2004                                                |
| 70                                                  | 70                                                  | 53                                                  | 61                                                  |